# Red Bull RB10
A Red Bull RB10 egy Formula–1-es versenyautó, amit a Adrian Newey és a Red Bull Racing tervezett a 2014-es Formula–1 világbajnokságra. A csapat pilótája a címvédő Sebastian Vettel és a visszavonuló Mark Webber helyére érkezett Daniel Ricciardo voltak. Az autó motorja a Renault 1,6 literes turbómotoros megoldása. Vettel által adott beceneve Suzie. A versenyzőknek saját rajtszámot is választania kellett: Vettel, habár ebben az évben az 1-es számot használta, az 5-öst választotta, mert gokartos száma mellett ezzel nyerte meg az első bajnoki címét is; Ricciardo a 3-as számot választotta, Dale Earnhardt iránti tisztelete jeléül.

## Áttekintés
Az RB10-es fejlesztését számos tényező hátráltatta. Az új szabályoknak való megfelelésnek is köszönhetően a Red Bull kevesebb mint 100 kilométert tudott csak megtenni az első, jerezi teszten. A csapat hasonló problémákkal küzdött, mint a szintén Renault-motoros Toro Rosso illetve Caterham, rávilágítva, hogy a legnagyobb probléma az erőforrással van. Először a hajtáslánccal kapcsolatos gondok merültek fel, majd amikor ezen úrrá lettek, a turbó vezérlésénél léptek fel gondok. Ezen túlmenően a csapat az RB10-es szűkös kasztnija miatt is problémákat tapasztalt: a túlmelegedés miatt egyes alkatrészek elkezdtek égni.
A második, bahreini teszt során sem volt sokkal jobb a helyzet, itt a Renault javaslatára ki kellett kapcsolniuk az energia-visszanyelő rendszert (ERS), amivel kb. 150 lóerőt vesztettek. Nem futottak túl sok kört itt sem, és eredményük annyira rossz volt, hogy az időmérő edzésen még a 107%-on belülre se fértek volna be.
Az utolsó bahreini teszten Ricciardo megfutotta az addigi leggyorsabb körüket, ám ez még mindig két és fél másodpercre volt Felipe Massa leggyorsabb körétől. Vettel ezen a teszten egyáltalán nem tudott elindulni, mert az autója rögtön lerobbant, a csapat pedig tanácstalan volt, hogy mikorra is tudnák kiküszöbölni a hibákat.

## A szezon
Az év ilyen előzmények után is balszerencsésen indult: Vettel technikai problémák miatt már a felvezető körben kiállt az Ausztrál Nagydíjon, Ricciardo pedig hiába lett második, diszkvalifikálták szabálytalan üzemanyagáramlás miatt. A hibáért ők maguk voltak felelősek: a szerintük megbízhatatlan, FIA által ajánlott rendszer helyett a sajátjukat használták.
Malajziában Vettel dobogóra állhatott, Bahreinben pedig kettős pontszerzést ünnepelhettek, amit Kínában is megismételtek. Az autó a Spanyol Nagydíjra kapott egy átfogóbb fejlesztést, ezzel Ricciardo harmadik, Vettel negyedik lett, és megtörve a Mercedes hegemóniáját, megfutották a verseny leggyorsabb körét. Monacóban Vettel kiesett, Ricciardo viszont harmadik lett, és sokáig a második helyre is esélyes volt.
Kanadában aztán Ricciardo megszerezte a saját és a csapat az évi első győzelmét, miközben Vettel harmadik lett. Ausztriában, hazai pályán aztán megint csak szenvedtek: Vettel kiesett, Ricciardo nyolcadik lett. Ricciardo megnyerte az egymás után következő magyar és belga futamokat is, ezek a győzelmek segítették elő, hogy a Red Bull konstruktőri második lett, Ricciardo harmadik, Vettel pedig ötödik a bajnokságban.
Érdekesség, hogy a szezonzáró abu-dhabi nagydíj időmérő edzéséről kizárták a csapatot, mert az első szárnyaik rugalmassága nagyobb volt a megengedettnél. Az utolsó sorból indultak, de Ricciardo így is negyedik, míg a csapattól távozó Vettel nyolcadik lett.
A csapat problémái ellenére az egyetlen volt a 2014-es idényben, amely a domináns Mercedes csapat mellett győzni tudott.

## Teljes Formula–1-es eredmény
(Táblázat értelmezése)

(Félkövér: pole-pozícióból indult; dőlt: leggyorsabb kört futott) 

| Év   | Konstruktőr   | Motor                     | Gumi | Versenyzők       | 1   | 2   | 3   | 4   | 5   | 6   | 7   | 8   | 9   | 10  | 11  | 12  | 13  | 14  | 15  | 16  | 17  | 18  | 19  | Pont | Helyezés |
| ---- | ------------- | ------------------------- | ---- | ---------------- | --- | --- | --- | --- | --- | --- | --- | --- | --- | --- | --- | --- | --- | --- | --- | --- | --- | --- | --- | ---- | -------- |
| 2014 | Red Bull RB10 | Renault Energy F1-2014 V6 | P    |                  | AUS | MAL | BHR | CHN | ESP | MON | CAN | AUT | GBR | GER | HUN | BEL | ITA | SIN | JPN | RUS | USA | BRA | ABU | 405  | 2.       |
| 2014 | Red Bull RB10 | Renault Energy F1-2014 V6 | P    | Sebastian Vettel | Ki  | 3   | 6   | 5   | 4   | Ki  | 3   | Ki  | 5   | 4   | 7   | 5   | 6   | 2   | 3   | 8   | 7   | 5   | 8   | 405  | 2.       |
| 2014 | Red Bull RB10 | Renault Energy F1-2014 V6 | P    | Daniel Ricciardo | Kiz | Ki  | 4   | 4   | 3   | 3   | 1   | 8   | 3   | 6   | 1   | 1   | 5   | 3   | 4   | 7   | 3   | Ki  | 4   | 405  | 2.       |

A 2014-es szezonzáró abu-dzabi nagydíjon dupla pontokat osztottak ki.